# Демю
Демю́ (фр. Dému) — коммуна во Франции, находится в регионе Юг — Пиренеи. Департамент — Жер. Входит в состав кантона Оз. Округ коммуны — Кондом.
Код INSEE коммуны — 32115.

## География
Коммуна расположена приблизительно в 590 км к югу от Парижа, в 105 км западнее Тулузы, в 37 км к западу от Оша.
По территории коммуны протекает река Желиз.

## Климат
Климат умеренно-океанический. Лето жаркое и немного дождливое, температура часто превышает 35 °С. Зимой часто бывает отрицательная температура и ночные заморозки. Годовое количество осадков — 700—900 мм.

## Население
Население коммуны на 2010 год составляло 324 человека.
| 1962 | 1968 | 1975 | 1982 | 1990 | 1999 | 2010 |
| ---- | ---- | ---- | ---- | ---- | ---- | ---- |
| 456  | 403  | 372  | 314  | 325  | 340  | 324  |

## Администрация
| Период | Период | Фамилия           | Партия | Примечания |
| ------ | ------ | ----------------- | ------ | ---------- |
| 2001   | 2008   | Итало Скараветти  |        |            |
| 2008   | 2014   | Даниэль Бартелеми |        |            |
| 2014   | 2020   | Тьерри Френо      |        |            |

## Экономика
В 2010 году среди 191 человека трудоспособного возраста (15-64 лет) 139 были экономически активными, 52 — неактивными (показатель активности — 72,8 %, в 1999 году было 67,0 %). Из 139 активных жителей работали 130 человек (76 мужчин и 54 женщины), безработных было 9 (3 мужчин и 6 женщин). Среди 52 неактивных 9 человек были учениками или студентами, 31 — пенсионерами, 12 были неактивными по другим причинам.

## Фотогалерея

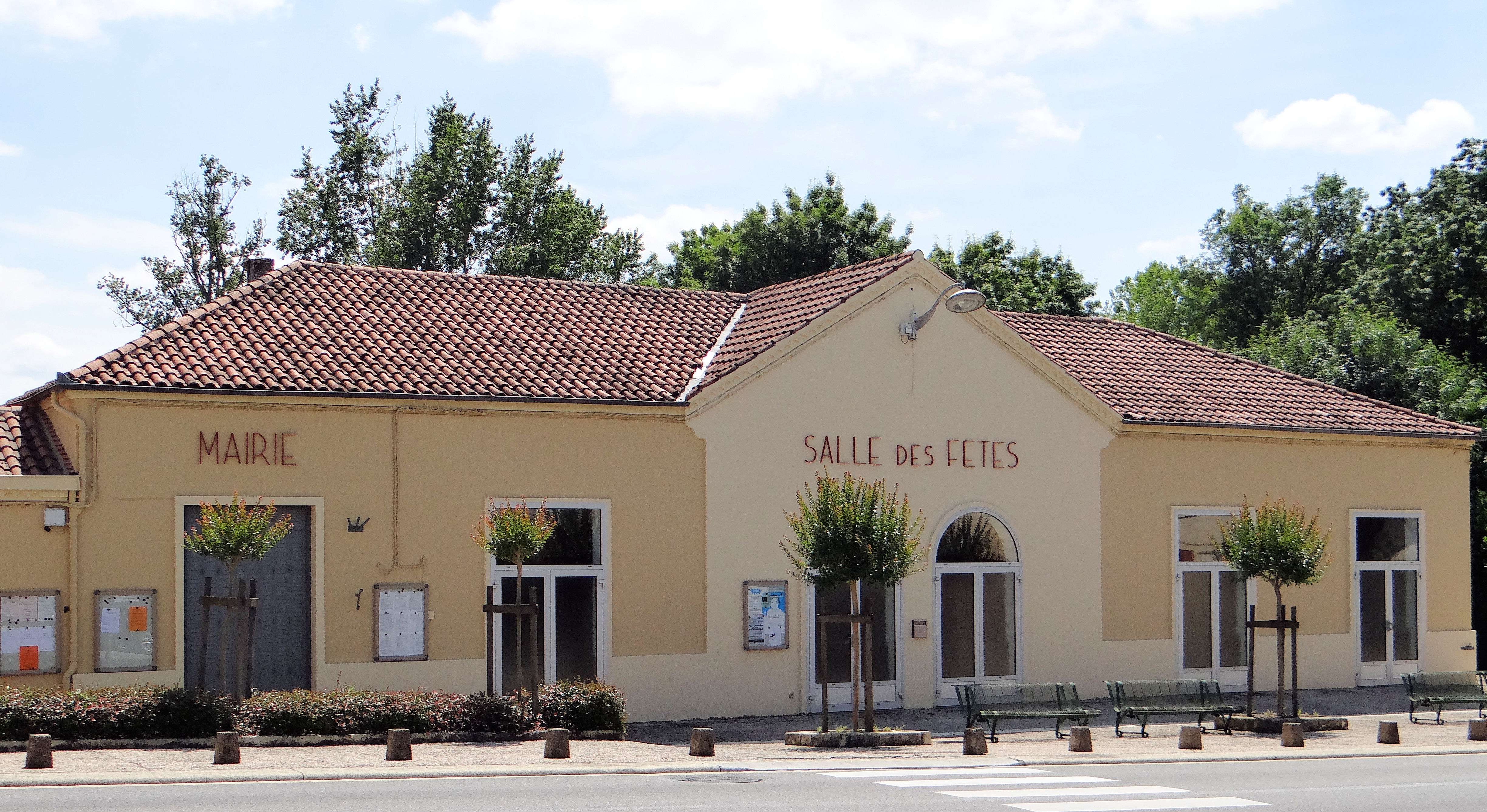
Мэрия
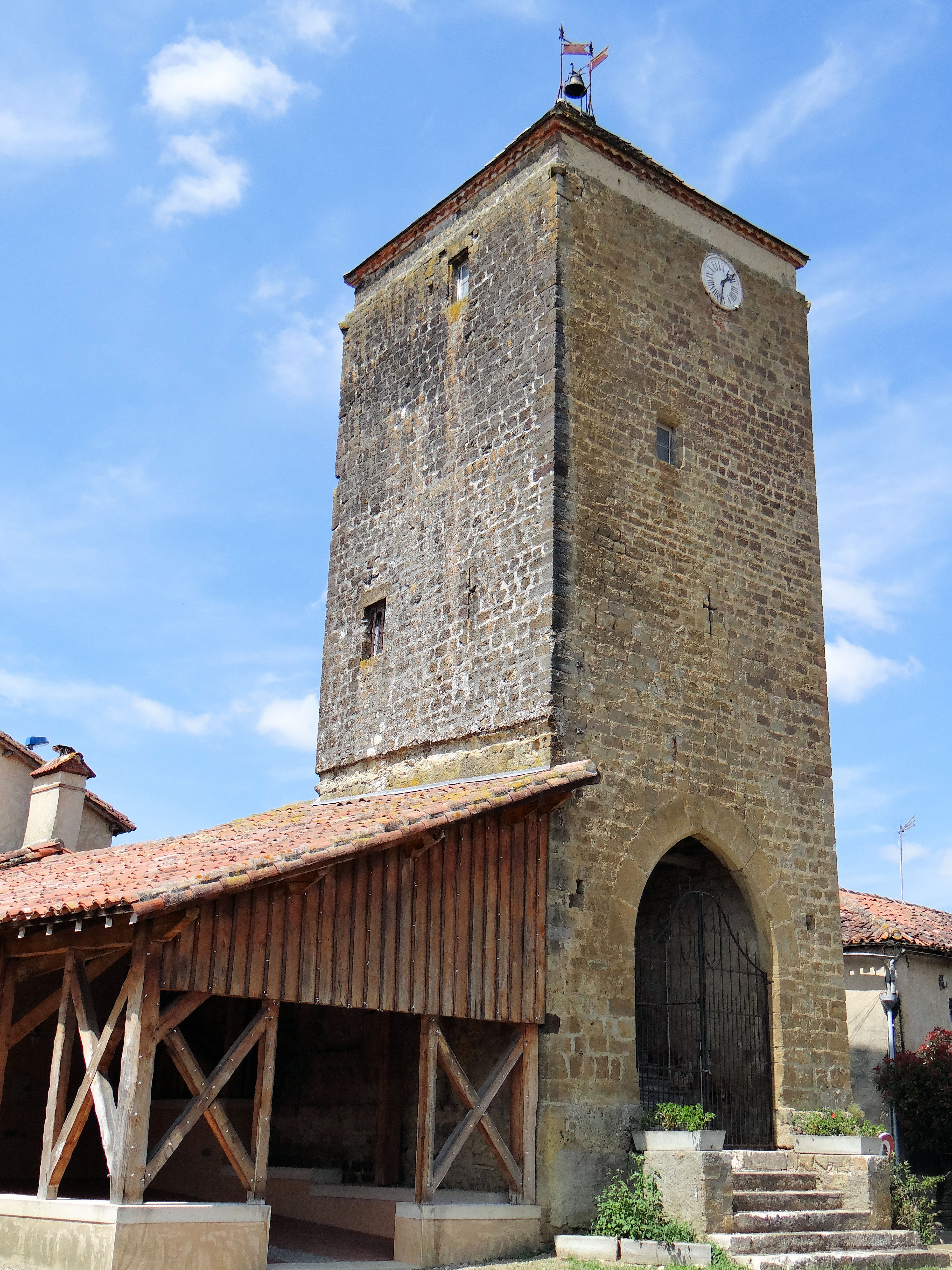
Башня
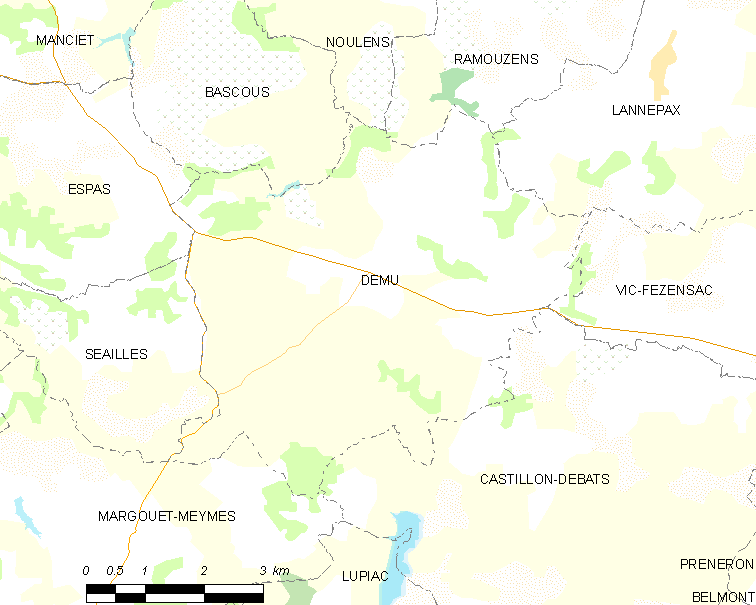
Карта коммуны